# Wag Hemra
Wag Hemra è una delle zone amministrative in cui è suddivisa la Regione degli Amara in Etiopia.

## Woreda
La zona è composta da 8 woreda:
1. Abergele
2. Dehana
3. Gaz Gibla
4. Sahila
5. Sekota
6. Sekota town
7. Tsagbeji
8. Zequala